# Twice in a Blue Moon
Twice in a Blue Moon – album Ferry'ego Corstena, holenderskiego DJ-a i producenta muzyki trance.

## Lista Utworów
1. Shelter Me – 5:51
2. Black Velvet – 5:46
3. We Belong – 5:46
4. Gabriella's Sky – 7:11
5. Made Of Love – 6:39
6. Radio Crash – 6:38
7. Twice In a Blue Moon – 5:53
8. Feel You – 5:24
9. Life – 6:16
10. Brian Box – 6:05
11. Shanti – 7:09
12. Visions Of Blue – 2:01